# Jon Guthrie
Jonathan „Jon“ Neil Guthrie (* 29. Juli 1992 in Devizes) ist ein englischer Fußballspieler, der bei Northampton Town unter Vertrag steht.

## Karriere
Jon Guthrie wurde in Devizes etwa 150 km westlich von London geboren. Ab dem Jahr 2012 spielte er für den englischen Drittligisten Crewe Alexandra. Am 23. Oktober 2012 debütierte er im Drittligaspiel gegen Swindon Town, als er für Michael West eingewechselt wurde. Vor seinem Profidebüt für Crewe war Guthrie an den Amateurverein Leek Town aus der Northern Premier League verliehen. Vier Jahre nach seinem Debüt gelang dem Innenverteidiger sein erstes Tor. Im Spiel gegen den FC Barnsley im Februar 2016 traf er bei einer 1:2-Niederlage zur Führung. Mit Guthrie als Stammspieler in der Innenverteidigung stieg die Mannschaft am Ende der Saison 2015/16 als Tabellenletzter in die vierte Liga ab. Nach einem Jahr in der vierten Liga die enttäuschend auf Platz 17 beendet wurde, wechselte Guthrie im Juni 2017 zum Drittligisten FC Walsall. Mit seinem neuen Team stieg er am Ende der Spielzeit 2018/19 erneut in die vierte Liga ab. Nachdem sein Vertrag ausgelaufen war, unterschrieb er beim schottischen Erstligisten FC Livingston.